# Marko Tomasović (boksač)
Marko Tomasović (Split, 10. studenoga 1981.), hrvatski boksač.
Svjetski je doprvak u full contactu iz 2005. i 2007. godine. Bio je europski profesionalni prvak 2006., 2007. i 2010. godine u full contactu.
Natjecao se u osmini finala Olimpijskih igara 2008. u superteškoj kategoriji - preko 91 kilograma. U istoj je kategoriji na Mediteranskim igrama 2009. osvojio srebro.
Bio je član splitskog Pit bulla.